# كوموتيني
كوموتيني: (باليونانية: Κομοτηνή)، (بالإنجليزية:Komotini)، (بالتركية: Gümülcine)، مدينة يونانية تقع في شمال شرق البلاد ضمن منطقة مقدونيا الشرقية وتراقيا الإدارية، وهي مركز مقاطعة روذوبي ضمن هذه المنطقة الإدارية.

## الموقع والسكان
تقع المدينة على ارتفاع 45 متر عن مستوى سطح البحر في الجزء الشمالي من السهل التراقي على بعد 16 كيلومتر عن الحدود البلغارية، وَ 19 كيلومتر عن ساحل بحر إيجة الشمالي. يمر بالمدينة نهر فاسفازيس الذي ينبع من جبال رودوب في الشمال.
تبعد كوموتيني مسافة 255 كيلومتر عن سالونيك، 750 كيلومتر عن أثينا، وَ مسافة 325 عن إسطنبول. 
يبلغ عدد سكانها حوالي 60 ألف نسمة وتعد من المدن المزدهرة وطنياً بعد جعلها عاصمة منطقة مقدونيا الشرقية وتراقيا بالإضافة إلى كونها مدينة طلابية.

## التسمية والتاريخ
بدأ تاريخ المدينة مع إنشلء طريق إغناتيا الرومانية التي ربطت روما بالقسطنطينية كمحطة على هذا الطريق، أول ما ذكرت في الفترة البيزنطية تحت اسم كوموتينا (Komotina) وأيضاً كوموتزينا (Koumoutzina)، أثناء الفترة العثمانية أصبحت تعرف باسم (Gümülcine). لم تملك المدينة خلال الفترات السابقة أية أهمية إستراتيجية ولم تتعدى كونها مستوطنة زراعية ضمن سهل تراقيا.
سيطرت عليها القوات البلغارية خلال الحروب البلقانية، ثم بعد ذلك دخلتها اليونانية ولكن اليونان اعترفت بالسيادة البلغارية على المدينة على إثر معاهدة بخارست التي استمرت حتى نهاية الحرب العالمية الأولى عندما أقيمت جمهورية غوموليينا قصيرة العمر والتي كانت كوموتيني عاصمتها.
أعيدت كوموتيني إلى اليونان بعد الحرب على إثر معاهدة نويي عام 1919 م. أعفيت المدينة ككل منطقة تراقيا الغربية من سياسة التهجير التي اتبعت بعد الحرب اليونانية-التركية (1921-1922)، هذه السياسة التي نصت على تبادل السكان بين كل من الطرفين، وبالتالي بقيت كوموتيني المدينة اليونانية الوحيدة التي تسكن فيها أقلية مسلمة مكونة من الأتراك والبوماك وهم من المسلمين البلغار.

## المعالم الأساسية
- برج الساعة: بني من قبل العثمانيين ويعود لأواخر القرن التاسع عشر
- مبنى التكية (Imaret): يعود للقرن الرابع عشر وهو يضم حالياً المتحف الكنسي والبيزنطي.
- نصب أبطال الحرب العالمية الثانية: معروف محلياً بالسيف يبلغ ارتفاعه 15 متر.
- متحف علم الآثار: ويضم مجموعة أثرية مهمة من كل منطقة تراقيا، أهمها تمثال نصفي ذهبي للإمبراطور الروماني سبتيموس سيفيروس.
- الساحة المركزية: تعرف باسم ساحة إيرينيس وإيفايستوس تتوسط المدينة القديمة، وتعتبر مركز الحياة الليلية للمدينة.

## متفرقات
- تعد كوموتيني مدينة طلابية نظراً لوجود جامعة ديموقريطيس تراقيا فيها، إذ يسكن في المدينة حوالي 12 ألف طالب.
- أهم نادي كرة قدم فيها هو نادي بانثراكيكوس ويلعب في دوري الدرجة الثاني اليوناني.
- تعتبر المدينة «عاصمة تركيا في اليونان» لأن نصف سكان المدينة هم أتراك عرقياً، مع وجود العديد من الأقليات الأخرى مثل البوماك، الأرمن والغجر.